# Whosoever Shall Offend
Whosoever Shall Offend er en britisk stumfilm fra 1919 af Arrigo Bocchi.

## Medvirkende
- Kenelm Foss som Guido Falco
- Mary Odette som Aurora
- Mary Marsh Allen som Regina
- Hayford Hobbs som Marcello Consalvi
- Evelyn Harding som Signora Consalvi